# Салафізм
Салафізм (від араб. سلفي‎, кириліз.: салафія, досл. «попередники», «предки») — сучасний фундаменталістський, ультра-консервативний рух в ісламі, який шукає духовне повернення до «стародавніх» (предків). Цей термін також використовують щоб позначити певне вчення ісламу сунітського толку, яке посилається на самосвідомість у часи «предків».
Термін уживано з часів Середньовіччя, але сучасних салафістів часто відносять до послідовників сучасного сунізму (відомого як «салафія» — Salafiyyah), пов'язаного з ваххабізмом. Тому ці обидва терміни іноді помилково розглядають як синоніми.
Послідовники салафізму виступають проти внесення в іслам елементів світського суспільства та інших релігій та філософських рухів, позиціонують себе як проповідники початкового розуміння ісламу, сенсу, який спочатку заклав у Коран Аллах.
Салафія означає «розуміння релігії в тому вигляді, якому її розумів пророк».
Останнім часом салафізм асоціюється з буквальним, суворим і пуританським підходом до ісламу. Джихадисти салафізму підтримують насильницький джихад проти цивільного населення як законний прояв ісламу.
За даними щорічного звіту Німецької державної служби захисту Конституції 2010 року, салафізм має найшвидші темпи зростання в ісламському русі у світі.